# Celso Jacob
Celso Jacob (Três Rios, 19 de janeiro de 1957) é um político brasileiro, filiado ao Partido do Movimento Democrático Brasileiro (PMDB). Atualmente Celso está preso em regime semiaberto e é ex-deputado.
É ex-prefeito do município fluminense de Três Rios, quando foi acusado por contratar uma construtora inabilitada em licitação de 2002 para concluir, no final de 2003, a construção de uma creche. Em 2017, envolveu-se em polêmica devido a um relato no contexto de que receberia pouca atenção dos ministros de Michel Temer, quando teria escrito (...) "às vezes me sinto a filha da empregada pobre, mas gostosa. Só serve para comer e depois nem fala”.

## Biografia
Celso exerceu dois mandatos de deputado federal (1999/2000 e 2013/2014). Em 2015 assumiu pela terceira vez o cargo e foi prefeito de Três Rios por dois mandatos (2001/2004 e 2005/2008).[carece de fontes?]
No dia 23 de maio de 2017, a primeira turma do STF condenou o então deputado federal a 7 anos e meio de prisão em regime semi-aberto pelos crimes de falsificação de documento público e dispensa de licitação, no período em que governou Três Rios.
Em dia 6 de junho de 2017, a Polícia Federal prendeu o deputado no desembarque do Aeroporto de Brasília. Ele foi preso na frente de outros parlamentares que estavam no mesmo voo dele, que chegava à Brasília do Rio de Janeiro. Condenado ao regime semi-aberto, retornou ao trabalho na câmara 24 dias depois da prisão, mas dorme na cadeia. Mesmo na prisão continuou a receber auxílio moradia, de 4,2 mil reais.
Enquanto preso, votou nas duas denúncias contra o presidente Michel Temer, na segunda delas foi o responsável pelo voto 171, garantindo com isto em definitivo a vitória do presidente.
Em novembro de 2017, ao se apresentar na prisão à noite, foi flagrado carregando dois pacotes de biscoito e um de queijo provolone dentro da cueca, sendo levado para o isolamento por sete dias e sujeito a um inquérito disciplinar.